# Мария де Лузиньян (графиня д’Э)
Мария де Лузиньян (фр. Marie de Lusignan, ум. 1 октября 1260, Мель (Пуату), или Фукармон (Нормандия) — дама д'Иссуден, графиня д’Э в 1246—1260.
Дочь Рауля II де Лузиньяна, графа д’Э, и его второй жены Иоланды де Дрё. В 1246 унаследовала от отца графство Э и сеньории Иссуден, Шивре, Шизе и Бене.
Вышла замуж (ранее 1250) за Альфонса де Бриенна (ум. 1270), сына короля Иерусалимского и латинского императора Жана де Бриенна и Беренгарии Кастильской.
Похоронена в аббатстве Фукармон.
Дети:
- Жан II де Бриенн (ум. 1294), унаследовал графство Э
- Изабелла (ум. 1302/1307), замужем за Жаном II де Дампьером, сеньором де Дампьером, виконтом де Труа
- Маргарита (ум. 1310), замужем за Ги II, виконтом де Туар
- Бланка (ум. до 1338), аббатиса в Мобюиссоне